# Dolhain
Dolhain is een kern in de gemeente Limburg in de Belgische provincie Luik. De naam is afgeleid van Dalheem of Talheim en ligt in het dal van de Vesder waar het de benedenstad van de verder op een hoogte gelegen vestingstad Limburg vormt.
In Dolhain ligt ook het station Dolhain-Gileppe van de stad Limburg aan de spoorlijn 37 tussen Luik en Aken. Het viaduct van Dolhain maakt ook onderdeel uit van deze spoorlijn. In Dolhain sluit de N620 (vanuit Gulke) aan op de N61, die Luik met Eupen verbindt.

## Bezienswaardigheden
- De Onze-Lieve-Vrouw Visitatiekerk werd gebouwd in 1735-1757 en de parochie splitste zich in 1835 van die van de bovenstad Limburg af. In 1840 werd de kerk vergroot en in 1887 werd een transept aangebouwd. De voorgevel van 1735 is in barokstijl. Het kerkmeubilair is hoofdzakelijk 18e-eeuws.

## Natuur en landschap
Dolhain ligt in de vallei van de Vesder tussen Eupen en Verviers. De plaats werd zwaar getroffen door de overstromingen in juli 2021.

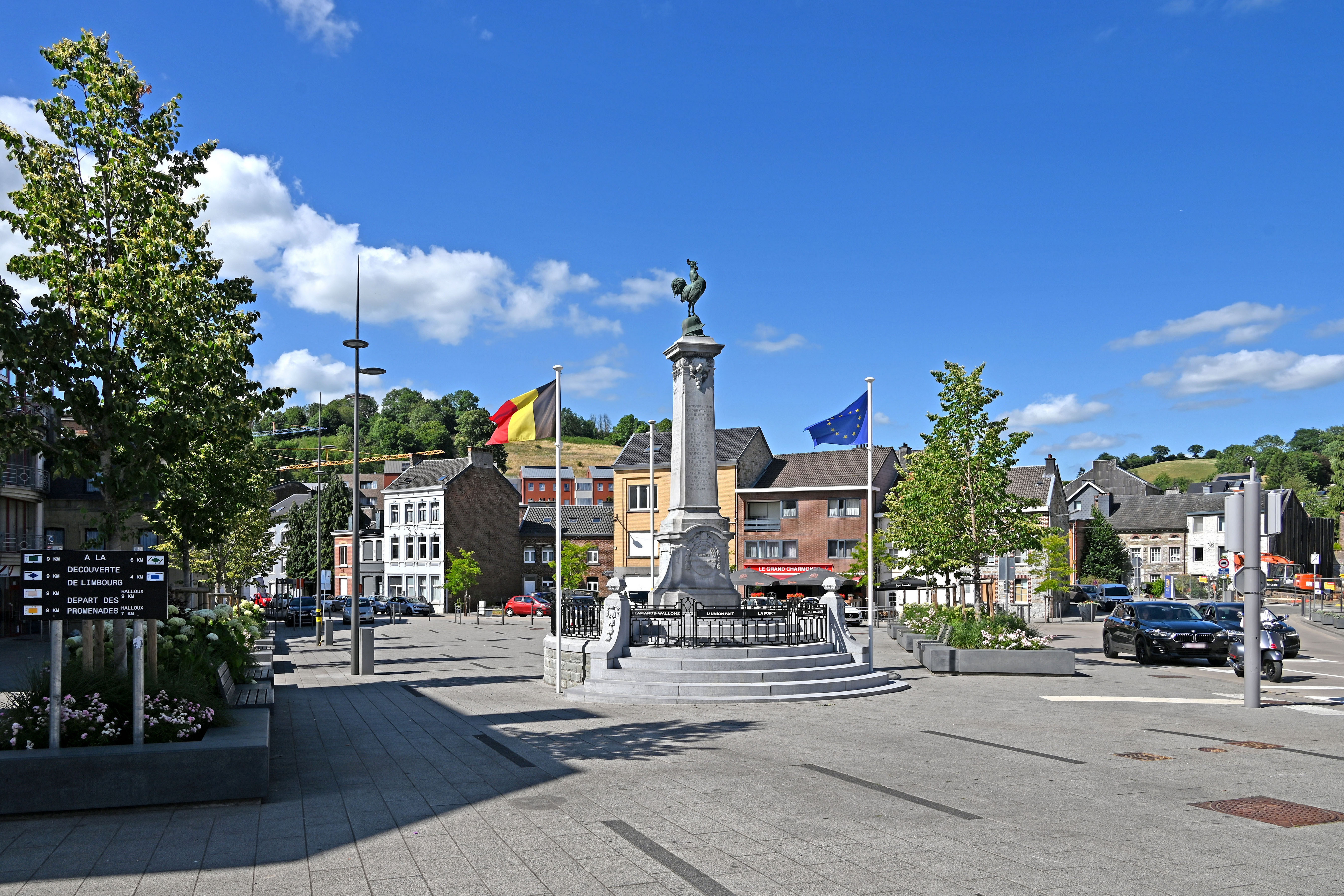
Léon d'Andrimontplein
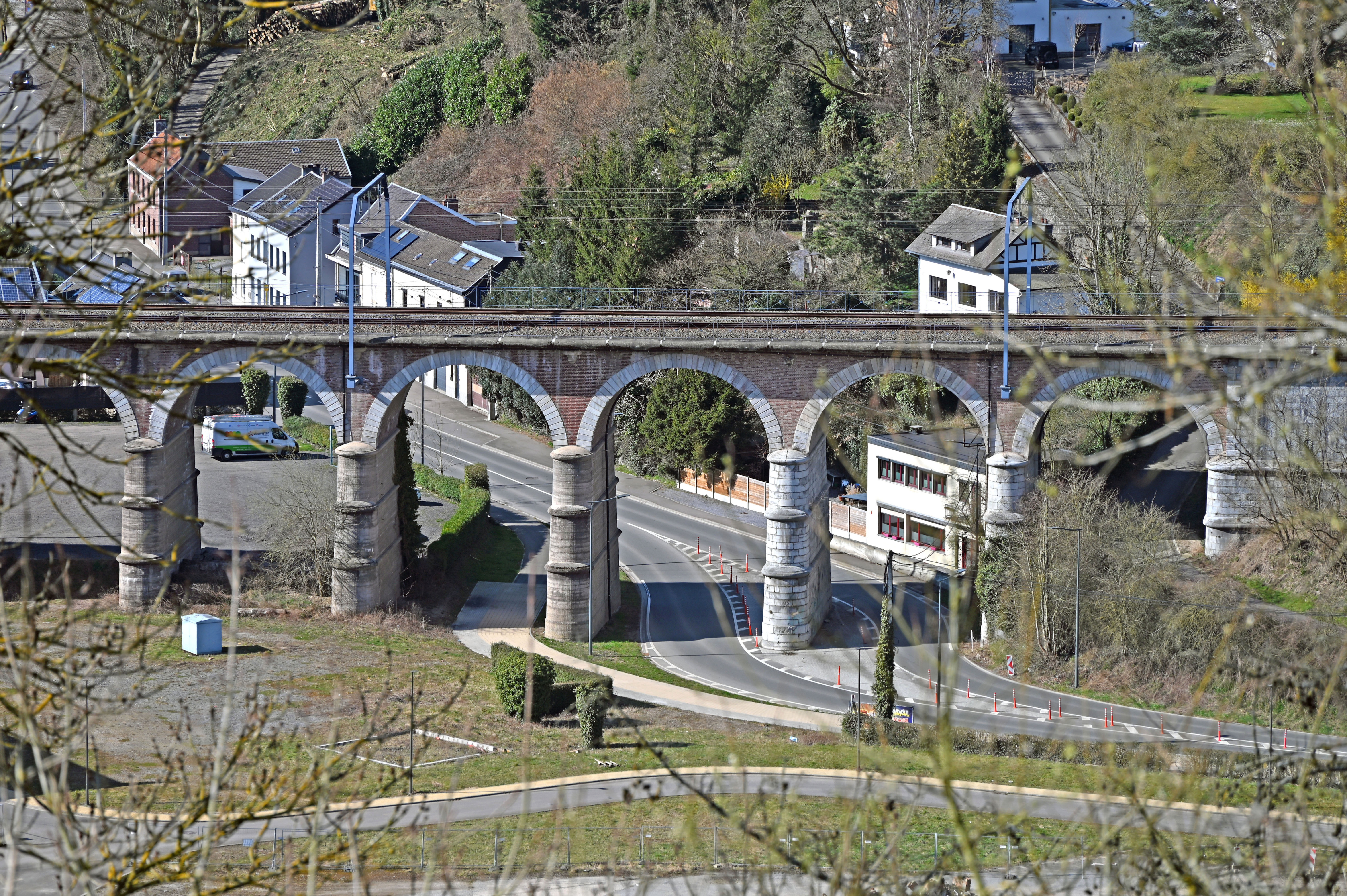
Het Viaduct
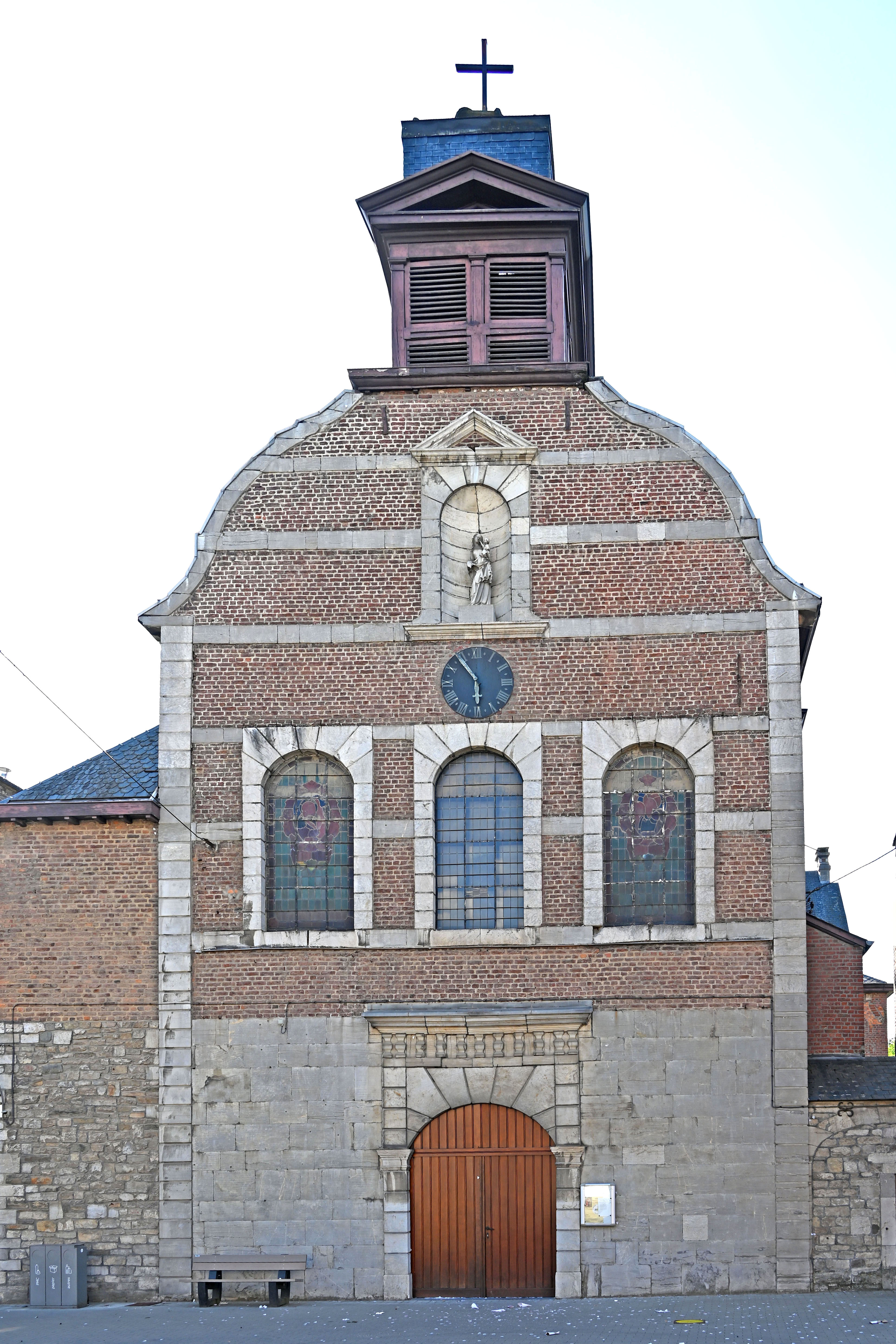
Notre-Dame kerk
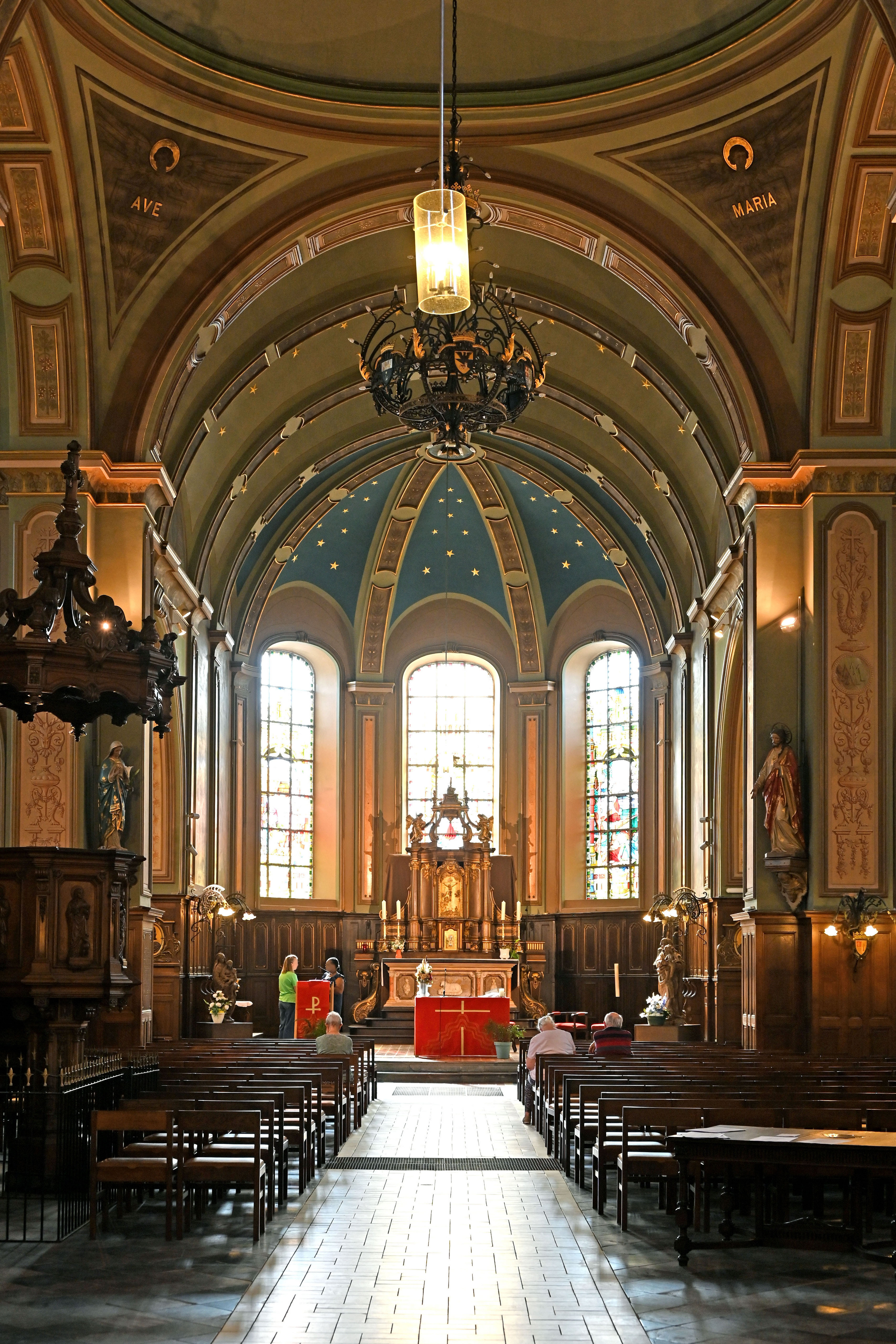
Interieur

Deelgemeenten: Bilstain · Gulke

Overige kernen: Bellevaux · Béthane · Champ de Wooz · Dolhain · Halloux · Hèvremont · Hoyoux · Pierresse · Villers · Wooz

Belgische gemeenten · Arrondissement Verviers · Luik · Wallonië